# Scott Caan
Scott Andrew Caan, ameriški filmski in televizijski igralec, * 23. avgust 1976, Los Angeles, Kalifornija, ZDA.
Caan trenutno nastopa v CBS-ovi televizijski seriji Havaji 5.0, v kateri igra vlogo Dannyja Williamsa. Za vlogo Williamsa so ga doslej nagradili z nominacijo za zlati globus. Njegov oče je igralec James Caan.

## Zgodnje življenje
Scott Caan se je rodil v Los Angelesu igralcu Jamesu Caanu in igralki in manekenki Sheili Ryan. Njegovi stari starši po očetovi strani so bili judovski priseljenci iz Nemčije. Leto po njegovem rojstvu sta se njegova starša ločila. Iz ostalih očetovih zakonov ima še štiri polbrate oziroma polsestre.

## Kariera
V mladosti je opravljal delo roadieja za rap skupini Cypress Hill in House of Pain. Tudi sam se je nekaj časa ukvarjal z glasbo, saj je sodeloval v hip-hop skupini The Whooliganz (skupaj z glasbenim producentom The Alchemistom).
Po vpisu na igralsko šolo Playhouse West v Los Angelesu je Caan svojo filmsko kariero pričel šele v poznih 90. letih. V tistem času se je pojavil v več nizkoproračunskih neodvisnih filmih. Njegova prva pomembnejša vloga je bila vloga lahkomiselnega igralca ameriškega nogometa Charlieja Tweederja v filmu Varsity Blues (1999). Istega leta je kot Drew nastopil še v filmu Saturn (znanem tudi pod naslovom Speed of Life). Svojo kariero je nadaljeval v več studijskih filmih, med drugim Ready to Rumble (2000) (nastopil je skupaj z Davidom Arquettom), Boiler Room (2000) (ob Vinu Dieselu) in Ameriški izobčenci (2001) (sodeloval je s Colinom Farrellom). V filmu Ameriški izobčenci je Caan odigral vlogo odpadnika Cola Youngerja, člana James-Youngerjeve tolpe. Leta 2003 je režiral svoj prvi film: Dallas 362, s katerim je osvojil nagrado na Lasvegaškem filmskem festivalu 2003.
Med njegove bolj znane vloge sodi Oceanova trilogija, v kateri je kot Turk Malloy, pomočnik Dannyja Oceana, nastopil v vseh treh filmih. Leta 2005 je skupaj s Paulom Walkerjem in Jessico Albo zaigral v akcijskem filmu Into the Blue. Leto kasneje je spisal in režiral komedijo The Dog Problem. V filmu je tudi zaigral v stranski vlogi.
Od leta 2010 naprej nastopa v televizijski seriji Priskledniki v občasni vlogi Scotta Lavina. Istega leta je pričel nastopati še v eni seriji, Havaji 5.0 (predelavi Hawaii Five-O). Za svoje delo v nanizanki in vlogo detektiva Dannyja »Dannoja« Williamsa so ga nominirali za zlati globus za najboljšega stranskega igralca 2011.
Poleg igralske kariere se Caan ukvarja tudi s fotografijo. S tem hobijem je pričel leta 2003, ko ga je med sodelovanjem pri filmu Dallas 362 za fotografijo navdušil direktor fotografije Phil Parmet. Caan je izjavil: »Phil me je med pripravami na film navdušil za objektive, osvetljevanje, kadriranje in delo z 250-mm kamero. Ko smo s snemanjem filma zaključili, sem že želel posneti naslednjega.« Leta 2009 je izdal svojo prvo zbirko fotografij, knjigo s 256 stranmi je naslovil Scott Caan Photographs, Vol. 1. (Fotografije Scotta Caana, 1. del). Knjigo je uredil in oblikoval Howard Nourmand, uvod je prispeval Steve Olson.

### Zasebno življenje
Scott Caan ima rjavi pas v borilni veščini brazilski jiu-jitsu.

## Filmografija
| Leto      | Naslov                 | Vloga                           |
| --------- | ---------------------- | ------------------------------- |
| 1995      | A Boy Called Hate      | Hate                            |
| 1997      | Nowhere                | Ducky                           |
| 1997      | Bongwater              | Bobby                           |
| 1998      | Enemy of the State     | Jones                           |
| 1999      | Varsity Blues          | Charlie Tweeder                 |
| 1999      | Black and White        | Scotty                          |
| 1999      | Saturn / Speed of Life | Drew                            |
| 2000      | Boiler Room            | Richie O'Flaherty               |
| 2000      | Gone in 60 Seconds     | Tumbler                         |
| 2000      | Ready to Rumble        | Sean Dawkins                    |
| 2001      | Ameriški izobčenci     | Cole Younger                    |
| 2001      | Novocaine              | Duane Ivey                      |
| 2001      | Oceanovih enajst       | Turk Malloy                     |
| 2003      | Dallas 362             | Dallas                          |
| 2004      | Oceanovih dvanajst     | Turk Malloy                     |
| 2004      | In Enemy Hands         | kapitan Rand Sullivan           |
| 2005      | Into the Blue          | Bryce                           |
| 2006      | Friends with Money     | Mike                            |
| 2006      | The Dog Problem        | Casper                          |
| 2006      | Lonely Hearts          | Detective Reilly                |
| 2007      | Oceanovih trinajst     | Turk Malloy                     |
| 2007      | Brooklyn Rules         | Carmine                         |
| 2007      | Stories USA            | Hayden Field                    |
| 2008      | Meet Dave              | Officer Dooley                  |
| 2009      | Deep in the Valley     | Rod Cannon                      |
| 2010      | Mercy                  | Johnny Ryan                     |
| 2010–2020 | Havaji 5.0             | detektiv Danny »Danno« Williams |
| 2010–2020 | Priskledniki           | Scott Lavin                     |